# Мельников, Юрий Дмитриевич
Ю́рий Дми́триевич Ме́льников (5 января 1943, Афанасьево, Орловская область — 26 ноября 2023) — заслуженный врач РФ, отоларинголог, организатор здравоохранения высшей категории, педагог.

## Биография
Родился 5 января 1943 г. в с. Афанасьево Орловской области (ныне Измалковского района Липецкой области). Мать, Хусточкина Екатерина Дмитриевна, учительница географии. Отчим (с пятилетнего возраста), Савватеев Митрофан Иванович, учитель истории, инвалид ВОВ. После окончания с золотой медалью средней школы в 1959 году поступил в Воронежский государственный медицинский институт. Получив врачебный диплом, был распределён в Вологодскую область.

## Врачебная и педагогическая деятельность
- 1965—1968 — Главный врач Панфиловской участковой больницы Грязовецкого района Вологодской области
- 1968—1978 — Врач-отоларинголог, заместитель начальника медсанчасти Череповецкого металлургического завода
- 1978—1982 — Главный врач Череповецкой городской больницы
- 1982—1987 — Заведующий отделом здравоохранения Череповецкого горисполкома
- 1987—2003 — Главный врач медсанчасти Череповецкого металлургического комбината (медсанчасти «Северсталь»)
- 2003—2009 — Профессор кафедры анатомии и физиологии человека Череповецкого государственного университета

1972—1982 одновременно с врачебной практикой работал внештатным преподавателем Череповецкого Медицинского училища.

## Научно-практическая и общественная деятельность
- Автор 80 статей и докладов по вопросам организации здравоохранения и профилактики профессиональных заболеваний в чёрной металлургии. Редактор-составитель десяти сборников научно-практических работ. Организатор нескольких межрегиональных конференций и симпозиумов. Лауреат премии имени академика И. П. Бардина (1996)
- Профессор, председатель регионального отделения Российской академии естествознания (1998)
- Кандидат медицинских наук (1998)
- Член-корреспондент Российской академии естественных наук (2001) и Американской академии хирургии головы и шеи (2001)
- Член правления российского общества оториноларингологов (2001)
- В течение 25 лет избирался народным депутатом районного, городского и областного Советов, депутатом Череповецкой городской думы
- Сопредседатель общественного объединения «Старый город», один из инициаторов восстановления исторической даты основания череповецкого поселения (1362)

## Почётные звания
- Почётный донор СССР (1983)
- Отличник здравоохранения (1986)
- Заслуженный работник ОАО «Северсталь» (1997)
- Заслуженный врач Российской Федерации (1998)

## Семья
Женат. Двое детей, дочь и сын — врачи. Трое внуков.